# Enlinia unisetosa
Enlinia unisetosa är en tvåvingeart som beskrevs av Robinson 1969. Enlinia unisetosa ingår i släktet Enlinia och familjen styltflugor. Inga underarter finns listade i Catalogue of Life.